# Bermyca

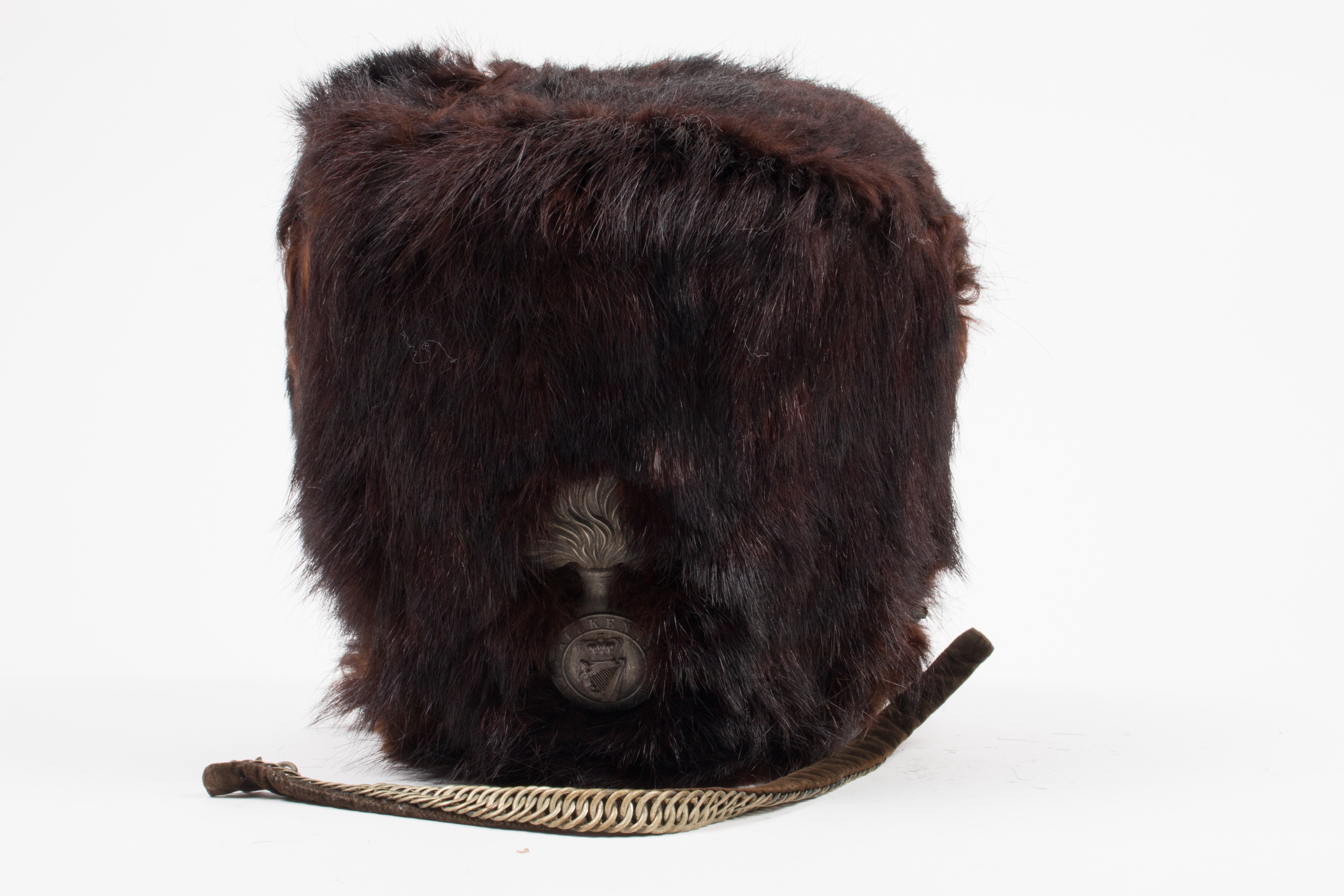
Brytyjska bermyca z XIX w.

Bermyca (od niem. Bärenmütze – niedźwiedzia czapka) – wojskowe nakrycie głowy w kształcie wysokiej czapki, najczęściej wykonane lub przynajmniej pokryte niedźwiedzią skórą w oryginalnym kolorze.

## Opis
Bermyca była używana  w armiach praktycznie wszystkich państw przełomu XVIII i XIX wieku. Nosili ją najczęściej żołnierze oddziałów wyborowych – grenadierzy i strzelcy konni.
Bermyce przybierały różne kształty: różniły się wysokością, były okrągłe lub spłaszczone, mogły mieć daszki albo blachy naczelne z emblematami. Często zdobiły je kity lub flammy (płomienie – ozdoby dna w kształcie stożkowatych worków zakończonych pędzelkowatym chwastem).
Współcześnie bermyca jest noszona przez reprezentacyjne oddziały gwardii brytyjskiej m.in. Gwardię Szkocką, Irlandzką i Walijską.

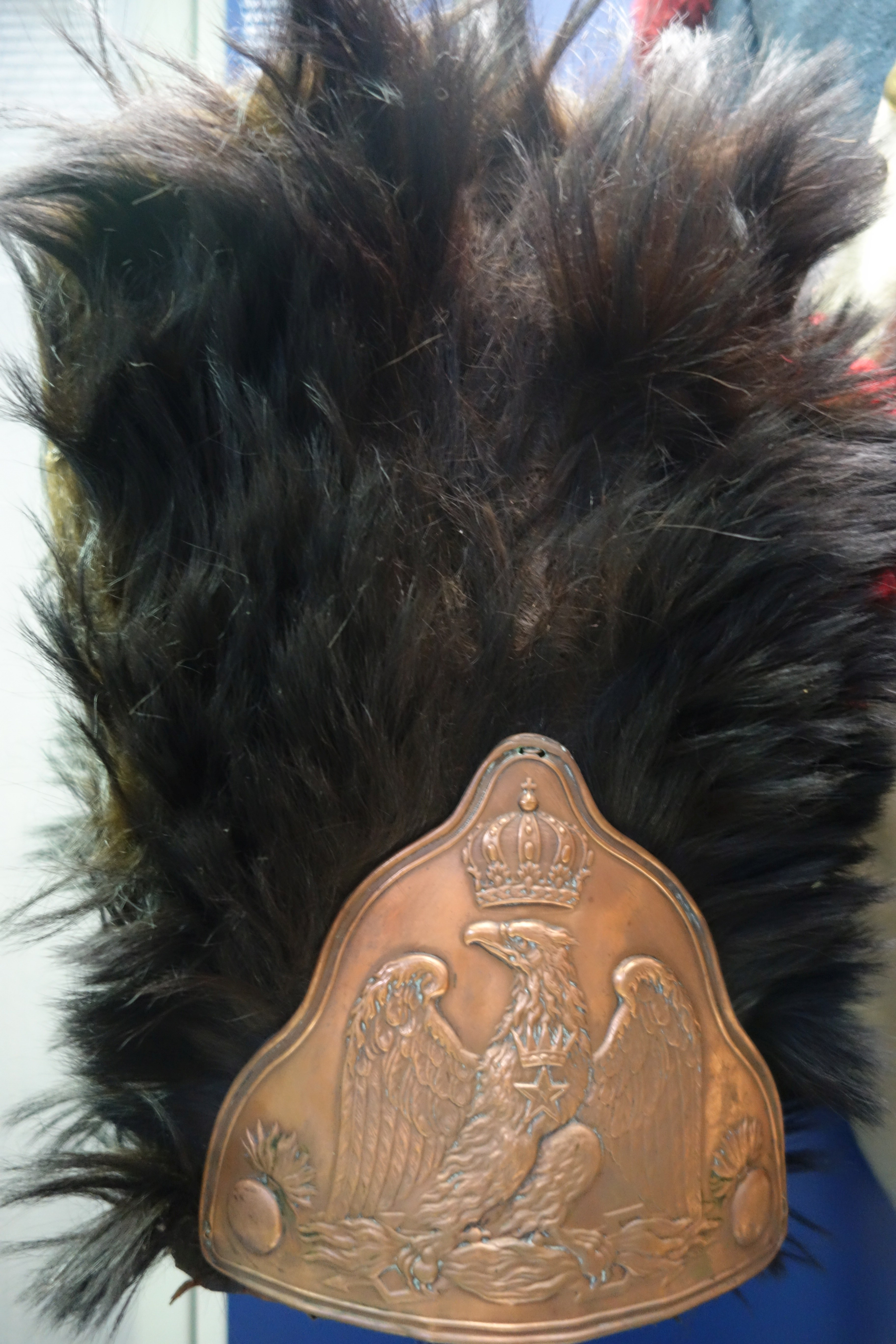
Włoska bermyca z okresu wojen napoleońskich
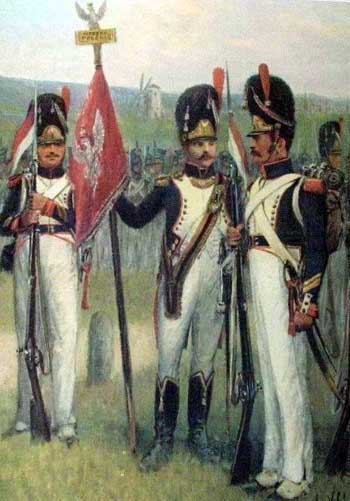
Grenadierzy Księstwa Warszawskiego w bermycach
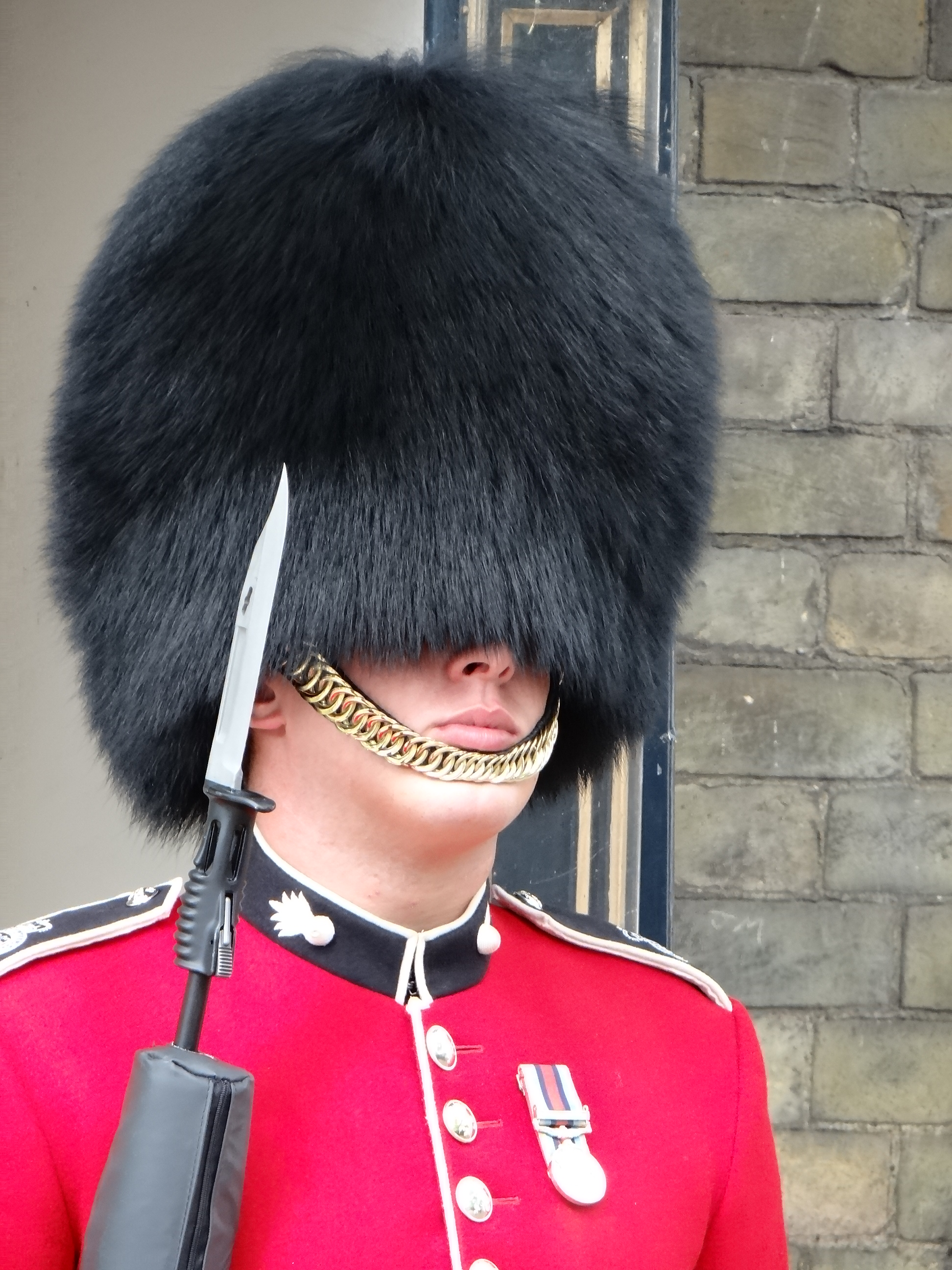
Brytyjski żołnierz z Royal Horse Guards w bermycy
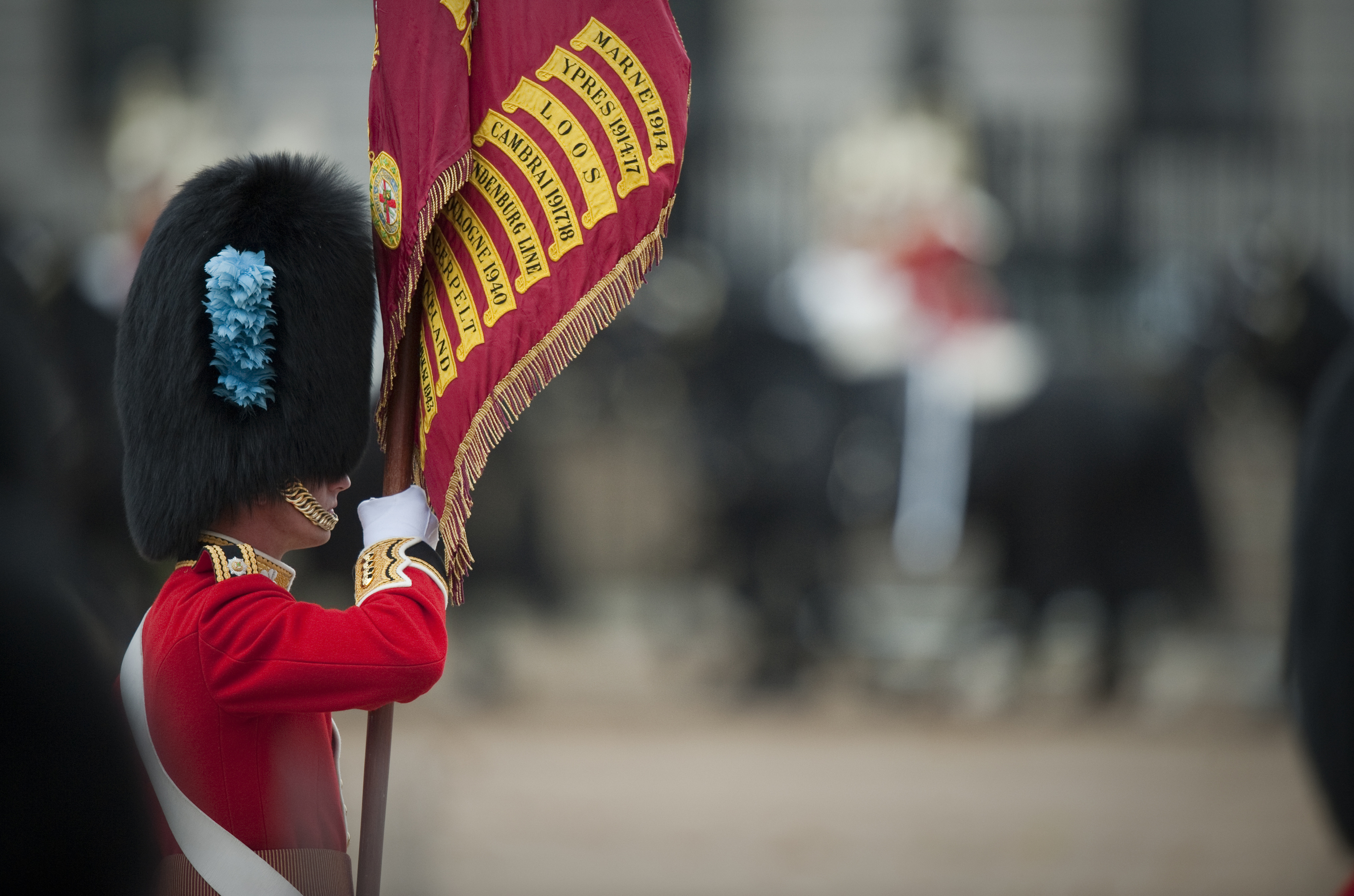
Gwardzista Gwardii Irlandzkiej w bermycy z niebieskozielonym pióropuszem (kolorem Orderu Św. Patryka)